# Trisetella dalstroemii
Trisetella dalstroemii är en orkidéart som beskrevs av Carlyle August Luer. Trisetella dalstroemii ingår i släktet Trisetella och familjen orkidéer.
Artens utbredningsområde är Ecuador. Inga underarter finns listade i Catalogue of Life.